# Ha Chhu
Le Ha Chhu (aussi écrit Haa Chhu) est une rivière du Bhoutan, affluente de la rivière Raidak, qui elle-même se jette dans le Brahmapoutre.

## Course
Le Ha Chhu prend source sur le versant sud de l'Himalaya, plus précisément à la base du mont Chomolhari. De nombreux petits cours d'eau le rejoignent depuis les vallées adjacentes avant que la rivière ne se dirige vers le sud-sud est, afin de se jeter dans le Raidak.

## La vallée de Haa
L'Est Bhoutanais est composé de la vallée de Thimphu, la vallée de Paro et la vallée du Haa. Le sommet de la vallée du Haa est glacée, mais les deux derniers tiers sont au fond d'une profonde vallée en forme de V.
La ville principale de la vallée du Ha est Ha, sur les bords de la rivière.